# Jan M. Ruman
Jan Mariusz Ruman (ur. 27 września 1958 w Warszawie) – dziennikarz, redaktor naczelny „Biuletynu Instytutu Pamięci Narodowej”.

## Życiorys
W latach 80. XX wieku Jan M. Ruman publikował na łamach miesięcznika „Powściągliwość i Praca”. Następnie w redakcjach „Ładu” (zastępca redaktora naczelnego) i polonijnego „Naszego Słowa” (sekretarz redakcji). 
Był redaktorem naczelnym "Kuriera Synodalnego" (pisma II Ogólnopolskiego Synodu Plenarnego), a następnie „Przeglądu Katolickiego” (1999), redaktorem katolickiego Radio Plus oraz Katolickiej Agencji Informacyjnej. W latach 2006–2011 i od 2017 redaktor naczelny „Biuletynu IPN”. 
Wykładał prasowe techniki edytorskie na ATK / UKSW. Współautor i konsultant filmów dokumentalnych. Współorganizator (z Arkadiuszem Gołębiewskim) i juror Międzynarodowego Festiwalu Filmowego „Niepokorni Niezłomni Wyklęci”. 

## Nagrody i wyróżnienia
- Złoty Krzyż Zasługi (2009)[3],
- Medal „Pro Patria” (2016)[4],
- Medal „Pro Bono Poloniae” (2022)[5],
- Krzyż Kawalerski Orderu Odrodzenia Polski (2023)[6].

## Realizacje filmów dokumentalnych
- 2010 – Janusz Kurtyka (realizacja)
- 2016 – Kochankowie z lasu (konsultacja historyczna)
- 2016 – Solidaruchy z Rakowieckiej (konsultacja historyczna)
- 2017 – Operacja Gryf (konsultacja historyczna)